# برنار باربارا
برنار باربارا (بالألمانية: Bernard Barbara) (و. 1942 – م) هو فيزيائي من فرنسا . ولد في صفاقس .
وهو عضواً في Academia Europaea .

## جوائز
حصل على جوائز منها:
- Gentner Kastler Award (2008).